# Arabiska plattan

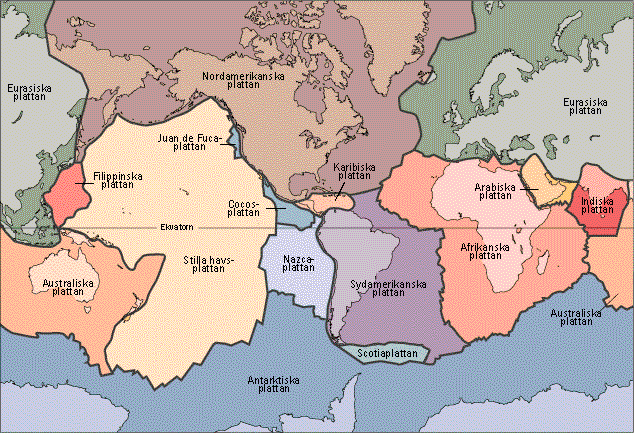
Den arabiska plattan visas i klart gul färg till höger på kartan

Den Arabiska plattan är en kontinentalplatta som täcker den arabiska halvön och sträcker sig till Anatolien (Turkiet) i norr.
Plattan gränsar mot:
- Indoaustraliska kontinentalplattan i öst
- Afrikanska kontinentalplattan i syd och väst
- Anatoliska och Eurasiska kontinentalplattan i norr